# سيزر غارسيا
سيزر غارسيا (بالإنجليزية: Caesar Garcia)‏ هو غطاس أمريكي، ولد في 13 نوفمبر 1981.

## وصلات خارجية
- سيزر غارسيا على موقع الاتحاد الدولي للسباحة (الإنجليزية)
- سيزر غارسيا على موقع قاعدة بيانات الغوص IAT (الألمانية)
- سيزر غارسيا على موقع أوليمبيديا (الإنجليزية)